# 오메가-3 지방산

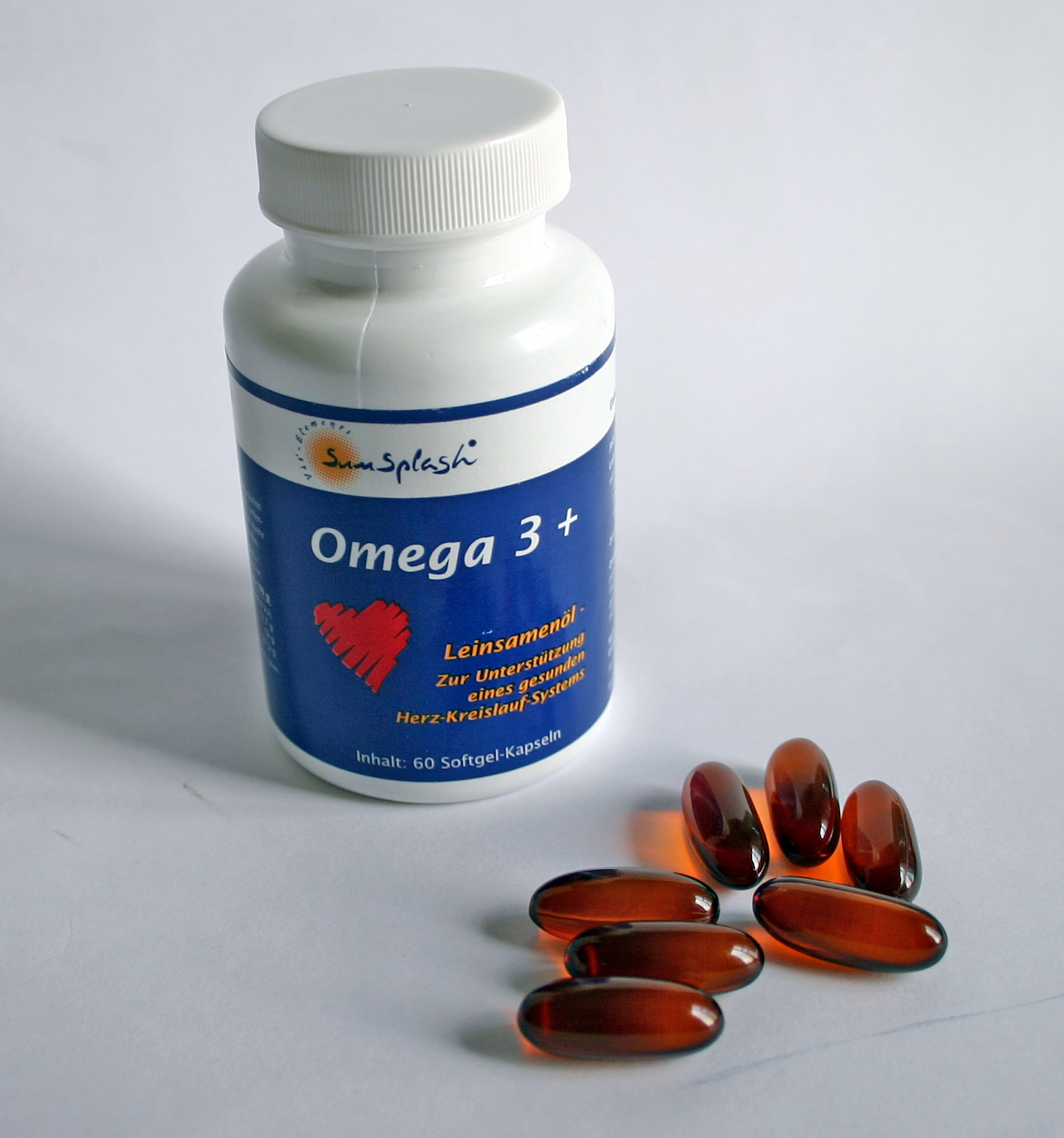
오메가-3 보조식품

오메가-3 지방산(영어: omega-3 fatty acid) 또는 ω−3 지방산(영어: ω−3 fatty acid) 또는 n−3 지방산(영어: n−3 fatty acid)은 화학 구조에서 말단 메틸기로부터 3번째 탄소 원자에 이중 결합이 존재하는 것을 특징으로 하는 다불포화 지방산이다. 오메가-3 지방산은 자연에 널리 분포되어 있으며, 동물의 지질 대사에 중요한 성분이며, 인간의 식이와 인체생리학에서 중요한 역할을 한다. 인체생리학에서 중요한 3가지 오메가-3 지방산은 식물성 기름에서 발견되는 α-리놀렌산(ALA), 일반적으로 해양 생물의 기름에서 발견되는 에이코사펜타엔산(EPA)과 도코사헥사엔산(DHA)이다. 해양 조류 및 해양 식물성 플랑크톤은 오메가-3 지방산의 주요 공급원이다. α-리놀렌산을 함유하고 있는 식물성 기름의 일반적인 공급원으로는 호두, 식용 종자, 클라리 세이지 씨앗 기름, 조류 기름, 아마인유, 사차인치 기름, 에키움 기름, 삼씨기름 등이 있다. 반면에 에이코사펜타엔산과 도코사헥사엔산과 같은 동물성 오메가-3 지방산의 공급원으로는 생선, 생선 기름, 에이코사펜타엔산과 도코사헥사엔산을 먹인 닭에서 얻은 달걀, 오징어 기름, 크릴 기름 등이 있다.
포유류는 필수 오메가-3 지방산인 α-리놀렌산을 합성할 수 없으며, 음식물을 통해서만 얻을 수 있다. 그러나, 가능한 경우, α-리놀렌산을 사용하여 탄소 사슬을 따라 추가적인 이중 결합을 형성(불포화)하고 사슬을 신장하여 에이코사펜타엔산과 도코사헥사엔산을 생성할 수 있다. 즉, α-리놀렌산(18개의 탄소 및 3개의 이중 결합)은 에이코사펜타엔산(20개의 탄소 및 5개의 이중 결합)을 만드는 데 사용되며, 이는 도코사헥사엔산(22개의 탄소 및 6개의 이중 결합)을 만드는 데 사용된다. α-리놀렌산으로부터 긴 사슬 오메가-3 지방산을 만들 수 있는 능력은 노화에 의해 손상될 수 있다. 음식이 공기 중에 노출되었을 때 불포화 지방산은 산화와 산패에 취약하다. 오메가-3 지방산을 함유하고 있는 식이 보충제의 섭취는 암 또는 심장 질환의 위험에 영향을 미치지 않는 것으로 보인다. 게다가 생선기름 보충제에 대한 연구들은 심장 마비나 뇌졸중 또는 혈관 질환을 예방한다는 주장을 뒷받침하지 못했다.

## 명명법

18개의 탄소로 구성되며 α 탄소를 기준으로 했을 때 9번 12번, 15번 탄소에 이중 결합을 가지고 있는 지방산인 α-리놀렌산의 화학 구조. 사슬의 오메가(ω) 말단은 18번 탄소(α 탄소를 기준으로 했을 때)이고 오메가 탄소에 가장 가까운 이중 결합은 15번 탄소(15 = 18−3)이라는 점에 유의해야 한다. 따라서 α-리놀렌산은 ω 탄소를 기준으로 했을 때 ω−3 지방산이다.

ω–3 지방산 및 n–3 지방산이라는 용어는 유기화학 명명법에서 유래하였다. 불포화 지방산을 명명하는 한 가지 방법은 지방산 분자의 탄소 사슬에서 분자의 메틸 말단으로부터 가장 가까운 이중 결합의 위치로 결정하는 것이다. 일반적인 용어에서 n(또는 ω)은 분자의 메틸 말단의 위치를 나타내며, n–x(또는 ω–x)는 가장 가까운 이중 결합의 위치를 나타낸다. 따라서 오메가-3 지방산에서는 특히 지방산 사슬의 메틸 말단에서 시작하여 3번 탄소에 이중 결합이 위치한다. 이러한 분류 체계는 대부분의 화학적 변화가 분자의 카복실 말단에서 일어나기 때문에 유용하며, 메틸 말단에서 가장 가까운 이중 결합은 대부분의 화학 반응이나 효소 반응에서 변하지 않는다.
n–x 또는 ω–x 표현에서 대시 부호는 실제로 마이너스 부호("–")로 표시하지만, 읽지는 않는다. 또한, 기호 n(또는 ω)은 지방산 탄소 사슬의 카복실 말단으로부터 계산된 메틸 말단의 위치를 나타낸다. 예를 들어, 18개의 탄소 원자가 있는 오메가-3 지방산(그림 참조)에서 메틸 말단이 카복실 말단으로부터 18번째 위치에 있는 경우, n(또는 ω)은 18을 나타내고, n–3(또는 ω–3) 표기법은 뺄셈 18–3=15를 나타낸다. 여기서 15는 사슬의 카복실 말단으로부터 계산한 메틸 말단에서 가장 가까운 이중 결합의 위치이다.
n과 ω는 동의어이지만, IUPAC는 n을 사용하여 지방산의 가장 높은 탄소 수를 식별할 것을 권장한다. 그럼에도 불구하고 보다 더 일반적인 이름인 "오메가-3 지방산"은 일반 메체와 과학 문헌 모두에서 널리 사용되고 있다.

### 예시
예를 들어, α-리놀렌산은 3개의 이중 결합을 가지고 있는 18개의 탄소로 구성된 지방산인데, 첫 번째 이중 결합이 지방산 사슬의 메틸 말단으로부터 세 번째 탄소에 위치한다. 따라서, α-리놀렌산은 오메가-3 지방산이다. α-리놀렌산에서 사슬을 다른 쪽 끝, 즉 카복실 끝에서부터 번호를 매기면 3개의 이중 결합은 9번, 12번, 15번 탄소에 위치한다. 이러한 3개의 이중 결합의 위치는 전형적으로 Δ9c,12c,15c 또는 cisΔ9,cisΔ12,cisΔ15 또는 cis-cis-cis-Δ9,12,15 로 표시하며, 여기서 c 또는 시스는 이중 결합이 시스 입체배치를 가진다는 것을 의미한다.
α-리놀레산은 다불포화(두 개 이상의 이중 결합을 가짐)되어 있고, 또한 지질 번호 18:3으로 표시되며, 이는 18개의 탄소 원자와 3개의 이중 결합을 가지고 있음을 의미한다.

## 건강에 미치는 영향
오메가-3 지방산은 주로 두 가지 방법으로 섭취할 수 있는데 하나는 어류에서 유래한 것이고 다른 하나는 식물에서 유래한 것이다. 하지만 둘 중 어느 종류의 오메가-3 지방산이 더 영양학적으로 우위에 있는 것인지는 아직까지 논쟁의 여지가 있다. 많은 자료에서는 오메가-3 지방산은 오메가-6 지방산보다 많은 양을 섭취할 것을 추천하지만, 서구식 식단의 경우 오메가-3 지방산이 부족한 경우가 많으며 오메가-6 지방산이 이보다 많은 경우가 많다. 오메가-6 지방산에 비해 오메가-3 지방산이 부족할 경우 심혈관 질환, 암, 염증과 자가면역 질환의 유병율이 증가할 수 있으며 오메가-3 지방산의 비율 증가는 발병을 감소시킬 수 있다.
한편 오메가-3 지방산의 보충 섭취는 모든 원인 사망률의 위험을 낮추는 것과 관련이 없는 것으로 보인다.

### 암
오메가-3 지방의 섭취를 암 발생 위험을 낮추는 것과 관련짓는 증거는 빈약하다. 유방암을 제외하고, 오메가-3 지방산을 보충하는 것이 다른 암에 영향을 미친다는 증거는 부족하다. 오메가-3 지방산의 섭취가 전립선암에 미치는 영향은 확실하지 않다. 도코사펜타엔산의 혈중 수치가 높을수록 전립선암의 위험이 감소하지만, 에이코사펜타엔산과 도코사헥사엔산 혈중 수치가 높을수록 전립선암의 위험이 증가한다는 것이 밝혀졌다. 암 환자와 악액질 환자의 경우, 오메가-3 지방산 보충제가 식욕, 체중, 삶의 질을 향상시키는 데 도움이 될 수 있다.

### 심혈관계 질환
모집단에서의 증거는 일반적으로 심혈관계 질환(심근 경색 및 갑작스런 심정지를 포함) 또는 뇌졸중을 예방하는 데 오메가-3 지방산의 섭취가 도움이 된다는 것을 지지하지 않는다. 2018년 메타 분석에 따르면 관상동맥질환의 병력이 있는 사람에게 매일 1 g의 오메가-3 지방산을 섭취하게 했을 때 치명적인 관상동맥질환, 치명적이지 않은 심근 경색 또는 기타 혈관 질환을 예방할 수 있다는 근거가 없는 것으로 나타났다. 그러나 최소 1년 이상 매일 1 g을 초과하는 오메가-3 지방산을 섭취하면 심혈관계 질환의 병력이 있는 사람들의 심장사, 돌연 심장사, 심근 경색에 대한 보호 효과가 있을 수 있다. 이러한 집단에서는 뇌졸중이나 모든 원인 사망률의 발생에 대한 보호 효과가 나타나지 않았다. 긴 사슬 오메가-3 지방산을 함유한 생선을 많이 섭취하면 뇌졸중의 위험이 줄어든다. 생선기름 보충제는 혈관재생 또는 부정맥에 도움이 되지 않는 것으로 나타났으며, 심부전으로 인한 병원 입원률에는 영향을 미치지 않는다. 게다가, 생선기름 보충제에 대한 연구는 심근 경색이나 뇌졸중을 예방한다는 주장을 뒷받침하지 못했다. 유럽 연합에서 하루에 1 g의 용량으로 도코사헥사엔산의 혼합물을 함유한 오메가-3 지방산 의약품에 대한 유럽 의약품청의 리뷰에 따르면 이들 의약품들은 심근 경색이 있는 환자에서 심장 문제의 2차 예방에 효과적이지 않다고 결론지었다.
증거는 오메가-3 지방산이 고혈압 환자나 정상 혈압을 가진 사람의 혈압(수축기 및 이완기)을 약간 낮춘다는 것을 시사한다. 일부 증거는 정맥류와 같은 특정 순환계에 문제가 있는 사람들이 혈액 순환을 자극하고 혈액 응고 및 흉터 형성에 관여하는 단백질인 피브린의 분해를 증가시킬 수 있는 에이코사펜타엔산 및 도코사헥사엔산의 섭취로부터 도움을 얻을 수 있음을 시사한다. 오메가-3 지방산은 혈액의 트라이글리세라이드의 수치를 감소시키지만, 혈액의 LDL 콜레스테롤이나 HDL 콜레스테롤 수치는 크게 변화시키지 않는다. 미국 심장 협회의 입장(2011)은 150~199 mg/dL 로 정의되는 트라이글리세라이드의 상한선을 하루에 0.5~1.0 g의 에이코사펜타엔산과 도코사헥사엔산으로 낮출 수 있다는 점이다. 트라이글리세라이드가 200~499 mg/dL 인 경우, 에이코사펜타엔산과 도코사헥사엔산은 1~2 g/일 로 처치하고, 트라이글리세라이드가 500 mg 이상인 경우 처방약을 사용하여 의사의 감독 하에 에이코사펜타엔산과 도코사헥사엔산을 2~4 g/일 로 처치한다. 이 집단에서 오메가-3 지방산 보충제는 심장 질환의 위험을 약 25% 감소시킨다.
α-리놀렌산은 에이코사펜타엔산과 도코사헥사엔산처럼 심혈관 건강 상 이점을 제공하지 않는다.
오메가-3 다불포화 지방산이 뇌졸중에 미치는 영향은 불분명하며 여성에게는 이점이 있을 수도 있다.

### 염증
2013년의 체계적인 리뷰에 따르면 건강한 성인 및 대사 증후군의 바이오마커가 하나 이상인 사람에서 염증 수치를 낮추는 데 도움이 된다는 잠정적인 증거가 발견되었다. 바다의 공급원으로부터 얻은 오메가-3 지방산을 섭취하면 C-반응성 단백질, 인터류킨 6, 종양괴사인자 알파(TNF-α)와 같은 염증의 혈액 마커를 감소시킨다.
류머티스 관절염의 경우, 한 체계적인 리뷰에서 "관절 부종 및 통증, 아침의 강직 지속 시간, 통증 및 질병에 대한 전세계적 평가" 및 비스테로이드성 항염증제의 사용과 같은 증상에 대한 오메가-3 다불포화 지방산의 영향에 대한 일관성 있는 증거가 발견되었다. 미국 류머티스학회는 생선기름을 사용하면 약간의 이점이 있을 수 있지만 효과가 나타나려면 수 개월이 걸릴 수 있으며, 위장관의 부작용과 수은이나 비타민 A를 함유한 보충제가 독성 수준에 있을 가능성에 주의해야 한다고 언급했다. 미국 국립보완통합보건센터는 "오메가-3 지방산 등을 함유한 보충제가 류머티스 관절염을 완화시키는 데 도움이 될 수 있다"고 결론지었다.

### 발달 장애
주의력결핍 과다행동장애(ADHD), 자폐증, 기타 발달 장애에 대한 주요 치료법으로서 현재의 과학적 증거에 의해 뒷받침되지는 않지만, 오메가-3 지방산 보충제는 이러한 상태의 어린이들에게 제공되고 있다.
어떤 메타 분석에서 오메가-3 지방산 보충제가 ADHD 증상을 개선하는 데 약간의 효과를 보여주었다고 결론지었다. 다불포화 지방산(오메가-3 지방산이 아닌) 보충제에 대한 코크란 리뷰에서 "다불포화 지방산 보충제가 어린이와 청소년의 ADHD 증상에 어떤 이점을 제공한다는 증거는 거의 없다"고 밝혔다. 반면에 다른 리뷰에서는 "특정 학습 장애가 있는 어린이에게 다불포화 지방산의 사용에 대한 어떤 결론도 도출할 증거가 충분하지 않다"고 밝혔다. 또 다른 리뷰에서는 이러한 증거가 ADHD 및 우울증과 같은 비신경퇴행성 신경정신 질환에서 오메가-3 지방산을 사용하는 것이 결정적이지 않다고 결론지었다.
생선기름은 조산의 위험에 대해 약간의 이점이 있다. 임신 중 오메가-3 지방산 보충의 효과에 대한 2015년 메타 분석에서는 조산율의 감소나 조산이 아닌 외둥이 임신 여성의 결과 개선을 증명하지 못했다. 2018년 코크란 리뷰에 따르면 오메가-3 지방산은 출산 전후의 사망 위험, 저체중아의 위험을 줄일 수 있으며, 임신 기간에 비해 큰 신생아의 빈도를 약간 증가시킬 수 있다고 하였다. 그러나 2019년 오스트레일리아에서의 임상 추적은 조기 분만률의 현저한 감소가 없었으며, 분만시 대조군보다 개입의 발생률이 높지 않았다.

### 정신 질환
오메가-3 지방산이 양극성 장애와 관련된 우울증 치료를 위한 추가물로 잠정적으로 유용할 수 있다는 점을 포함하여 오메가-3 지방산이 정신 질환과 관련이 있다는 증거가 있다. 그러나 에이코사펜타엔산 보충제로 인한 상당한 이점은 오메가-3 지방산과 우울한 기분 사이의 연관성을 시사하는 조증 증상이 아닌 우울 증상을 치료할 때만 나타났다. 또한 에이코사펜타엔산 보충제가 우울증 환자들에게 도움이 된다는 예비적 증거도 있다. 오메가-3 지방산과 우울증 사이의 연관성은 오메가-3 지방산 합성 경로의 많은 제품들이 우울증과 관련이 있는 염증(예: 프로스타글란딘 E3)을 조절하는 데 중요한 역할을 한다는 사실에 기인한다. 염증 조절에 대한 이러한 연관성은 생체 내 연구 및 메타분석 모두에서 지지되어 왔다.
그러나 참가자의 회상 및 식생활의 체계적인 차이로 인해 문헌 해석에 상당한 어려움이 있다. 또한 오메가 지방산의 효능에 대해서도 논란이 있으며 대부분의 메타분석 논문은 주로 출판 편향으로 인해 설명될 수 있는 결과들 사이에서 이질성이 발견된다. 더 짧은 치료 시험들 사이의 유의미한 상관관계는 우울 증산을 치료하기 위한 오메가-3 지방산의 효능 증가와 관련이 있으며, 이는 출판 편향을 더욱 내포하고 있다. 한 리뷰에서는 "특정 개입에 대한 도움의 증거가 결정적인 것은 아니지만, 이러한 연구 결과는 정신병으로의 전환을 지연시키거나 예방하는 것이 가능할 수 있음을 시사한다.

### 임산부에게 오메가3 섭취 권장
임신 중 오메가-3 지방산, 특히 DHA는 태아의 뇌와 시각 발달에 중요한 역할을 한다. 세계보건기구(WHO)와 여러 국제 기관은 임산부에게 하루 200~300mg의 DHA 섭취를 권장하고 있으며, 이는 주로 저수은 생선이나 정제된 어유에서 공급받을 수 있다. 임신 후기에는 태아의 신경계 성장이 활발해지므로 DHA 요구량이 특히 증가한다.
임신 중 오메가-3 지방산, 특히 DHA의 섭취가 태아의 뇌 발달에 긍정적인 영향을 미친다는 연구 결과가 있다. 한 리뷰 논문에서는 DHA가 태아와 영아의 신경 발달에 중요한 역할을 하며, 임산부의 DHA 섭취가 부족할 경우 태아의 신경 발달에 영향을 줄 수 있다고 보고했다.
이에 따라 미국의 여러 기관에서는 임산부에게 하루 250~375mg의 DHA 섭취를 권장하고 있습니다.
단, 간유처럼 비타민 A 함량이 높은 제품은 과잉 섭취 위험이 있어 피하는 것이 바람직하다.
태아 뇌발달에 긍정적 영향을 주는 오메가3의 보다 자세한 복용 기준과 안전한 제품 선택에 대해서는 관련 글을 참고하기 바란다.

### 인지 노화
역학 연구는 오메가-3 지방산이 알츠하이머병의 메커니즘에 미치는 영향에 대해 결론을 내리지 못하고 있다. 가벼운 인지적 문제에 대한 효과의 예비적 증거는 있지만 건강한 사람이나 치매 환자에게는 영향을 주지 않는다.

### 뇌 및 시각 기능
뇌 기능 및 시력은 도코사헥사엔산의 섭취에 의존하여 광범위한 세포막 특성, 특히 막이 풍부한 회색질을 지원한다. 포유류 뇌의 주요 구조 성분인 도코사헥사엔산은 뇌에서 가장 풍부한 오메가-3 지방산이다. 도코사헥사엔산은 신경 발달, 인지, 신경퇴행성 질환에 역할을 하는 필수 영양소 후보로 연구되고 있다.

### 아토피 질환
아토피 질환(알레르기성 비결막염, 아토피성 피부염, 알레르기성 천식)의 예방 및 치료에서 긴 사슬 다불포화 지방산의 보충 및 긴 사슬 다불포화 지방산의 상태의 역할을 조사한 연구 결과는 논란의 여지가 있다. 그러므로 우리가 알고 있는 현재 단계에서 오메가-3 지방산의 섭취가 분명한 예방적 또는 치료적 역할을 하는지, 또는 오메가-6 지방산의 섭취가 아토피 질환에서 촉진적 역할을 한다고 말할 수 없다.

### 결핍의 위험
페닐케톤뇨증을 가진 사람들은 종종 오메가-3 지방산을 적게 섭취하는 데, 이는 오메가-3 지방산이 풍부한 영양소는 단백질 함량이 높아 식단에서 제외되기 때문이다.

### 천식
2015년을 기준으로 오메가-3 지방산 보충제를 복용하면 어린이의 천식 발작을 예방할 수 있다는 증거는 없다.

### 관절염의 치료 효과
충남대병원은 2018년에 류머티스 내과 심승철 교수팀과 의생명연구원 임규 교수팀이 최근 류머티스 관절염 유발 생쥐에게 오메가-3 다불포화 지방산을 투여해 관절염의 면역학적 변화를 연구한 결과를 학술지인 PLOS ONE 3월호에 게재했다. 류머티스 관절염은 자가면역질환의 일종으로 주로 중년 여성에게 발생하는 대표적인 만성관절염이다. 초기에는 관절이 붓거나 통증이 나타나다 시간이 경과함에 따라 관절뼈가 손상되어 관절을 움직이기 어렵게 된다. 또한 관절에만 국한되지 않고 폐, 눈, 심혈관계 등 다른 장기에도 염증을 유발하여 사망률도 높아지는 전신 질환으로 관절에 국한된 치료보다 전신적인 염증을 치료하는 것이 중요하다. 이에 연구팀은 콜라겐 항체를 이용해 생쥐에서 관절염을 유발하고, 실제 임상에서 사용하는 오메가-3 지방산을 투여한 후 어떠한 면역학적 변화가 일어나는지를 파악했다. 류머티스 관절염에서는 염증 물질인 인터루킨 17의 생성이 증가되는 반면 염증 발생을 억제하는 조절 T 세포 수가 감소해 있는데 연구결과, 오메가-3 투여 후 인터루킨 17이 감소하고 조절 T 세포가 증가한 것으로 나타났다.

## 화학

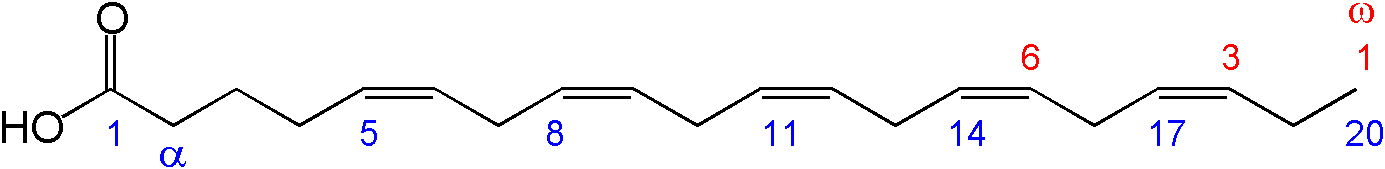
에이코사펜타엔산(EPA)의 화학 구조

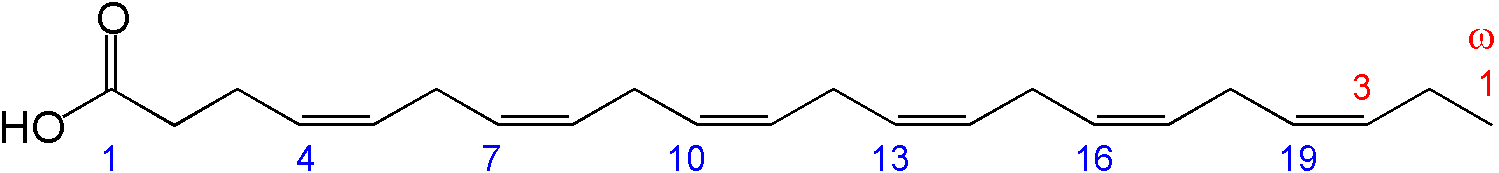
도코사헥사엔산(DHA)의 화학 구조

오메가-3 지방산은 다수의 이중 결합을 가지고 있는 지방산이며, 여기서 첫 번째 이중 결합은 지방산 사슬의 메틸 말단으로부터 세 번째 탄소 원자와 네 번째 탄소 원자 사이에 있다. 짧은 사슬 오메가-3 지방산은 18개 이하의 탄소 원자를 가지고 있는 반면, 긴 사슬 오메가-3 지방산은 20개 이상의 탄소 원자를 가지고 있다.
인체생리학에서 중요한 3가지 오메가-3 지방산은 α-리놀렌산(18:3, n-3, ALA), 에이코사펜타엔산(20:5, n-3, EPA), 도코사헥사엔산(22:6, n-3, DHA)이다. 이들 3가지 다불포화 지방산은 각각 18개, 20개, 22개의 탄소 원자로 구성되어 있고, 탄소 사슬에서 각각 3개, 5개, 6개의 이중 결합을 가지고 있다. 대부분 자연에서 생성되는 지방산들과 마찬가지로 모든 이중 결합은 시스 입체배치를 가지고 있는데, 이는 두 개의 수소 원자들이 이중 결합의 같은 쪽에 위치한다는 것을 의미한다. 이중 결합은 메틸렌 브릿지(-CH
2-)에 의해 중단되며, 따라서 인접한 두 개의 이중 결합 사이에 두 개의 단일 결합이 존재하게 된다.

### 오메가-3 지방산의 목록
이 표에는 자연에서 발견되는 가장 흔한 오메가-3 지방산들의 여러 가지 다른 이름들이 나열되어 있다.
| 일반명                             | 지질 번호  | 화학명                                          |
| ---------------------------------- | ---------- | ----------------------------------------------- |
| 헥사데카트라이엔산 (HTA)           | 16:3 (n-3) | all-cis-7,10,13-hexadecatrienoic acid           |
| α-리놀렌산 (ALA)                   | 18:3 (n-3) | all-cis-9,12,15-octadecatrienoic acid           |
| 스테아리돈산 (SDA)                 | 18:4 (n-3) | all-cis-6,9,12,15-octadecatetraenoic acid       |
| 에이코사트라이엔산 (ETE)           | 20:3 (n-3) | all-cis-11,14,17-eicosatrienoic acid            |
| 에이코사테트라엔산 (ETA)           | 20:4 (n-3) | all-cis-8,11,14,17-eicosatetraenoic acid        |
| 에이코사펜타엔산 (EPA)             | 20:5 (n-3) | all-cis-5,8,11,14,17-eicosapentaenoic acid      |
| 헨에이코사펜타엔산 (HPA)           | 21:5 (n-3) | all-cis-6,9,12,15,18-heneicosapentaenoic acid   |
| 도코사펜타엔산 (DPA), 클루파노돈산 | 22:5 (n-3) | all-cis-7,10,13,16,19-docosapentaenoic acid     |
| 도코사헥사엔산 (DHA)               | 22:6 (n-3) | all-cis-4,7,10,13,16,19-docosahexaenoic acid    |
| 테트라코사펜타엔산                 | 24:5 (n-3) | all-cis-9,12,15,18,21-tetracosapentaenoic acid  |
| 테트라코사헥사엔산 (니신산)        | 24:6 (n-3) | all-cis-6,9,12,15,18,21-tetracosahexaenoic acid |

## 형태
오메가-3 지방산은 트라이글리세라이드와 인지질이라는 두 가지 형태로 자연적으로 생성된다. 트라이글리세라이드에서 3개의 지방산이 글리세롤에 결합되어 있다. 인지질에서는 3개의 지방산이 글리세롤에 결합되어 있다.
트라이글리세라이드는 유리 지방산 또는 메틸 에스터, 에틸 에스터로 전환될 수 있고, 오메가-3 지방산의 개별 에스터는 이용가능하다.

## 생화학

### 수송체
리소포스파티딜콜린 형태의 도코사헥사엔산(DHA)은 혈액뇌장벽의 내피에서만 발현되는 막수송 단백질인 MFSD2A에 의해 뇌로 수송된다.

## 작용 메커니즘
필수 지방산이란 용어는 연구자들이 어린 아이들과 동물들의 성장에 이들 지방산이 필수적이라는 것을 밝히게 되어, 그 이름이 붙여졌다. 오메가-3 지방산인 도코사헥사엔산(DHA)은 사람의 뇌에서 풍부하게 발견된다. 도코사헥사엔산은 불포화 과정에 의해 생성되지만, 사람은 ω-3 및 ω-6 위치에 이중 결합을 생성하는 불포화효소가 결여되어 있다. 따라서 ω-3 및 ω-6 다불포화 지방산은 사람에서 합성될 수 없고, 적절하게 필수 지방산으로 지칭되며, 음식물로부터 섭취해야만 한다.
1964년에 양의 조직에서 발견된 효소가 오메가-6 지방산인 아라키돈산을 염증성 물질인 프로스타글란딘 E2로 전환시키는 데, 이는 외상으로 인해 감염된 조직의 면역 반응에 관여한다. 1979년까지 트롬복산, 프로스타사이클린, 류코트라이엔을 포함한 에이코사노이드들이 추가로 확인되었다. 에이코사노이드들은 일반적으로 체내에서 활성 기간이 짧으며, 지방산으로부터 합성으로 시작하여 효소에 의한 물질대사로 끝난다. 에이코사노이드의 합성 속도가 대사 속도를 초과하면, 과량의 에이코사노이드들은 유해한 영향을 미칠 수 있다. 연구자들은 특정 오메가-3 지방산도 에이코사노이드와 도코사노이드로 전환되지만, 전환되는 속도는 더 느리다는 것을 발견했다. 오메가-3 지방산과 오메가-6 지방산이 모두 존재한다면, 이들은 전환되기 위해 서로 경쟁할 것이고, 따라서 긴 사슬 오메가-3 지방산과 긴 사슬 오메가-6 지방산의 비율은 생성되는 에이코사노이드의 종류에 직접적인 영향을 미친다.

### 상호전환

#### α-리놀렌산의 에이코사펜타엔산 및 도코사헥사엔산으로의 전환 효율
사람은 5% 미만의 효율로 짧은 사슬 오메가-3 지방산을 긴 사슬 오메가-3 지방산(에이코사펜타엔산, 도코사헥사엔산)으로 전환할 수 있다. 오메가-3 지방산의 전환 효율은 남성에서 보다 여성에서 더 크지만, 연구는 덜 되었다. 이는 여성의 혈장 인지질에서 발견되는 α-리놀렌산 및 도코사헥사엔산의 값이 높을수록 불포화효소, 특히 델타-6-불포화효소의 활성이 높아지기 때문일 수 있다.
이러한 전환은 리놀레산으로부터 유래한 밀접하게 관련된 화학적 유사체인 오메가-6 지방산과 경쟁적으로 일어난다. 이들은 염증 조절 단백질을 합성하기 위해 동일한 불포화효소 및 신장효소를 모두 사용한다. 개인의 건강에 중요한 오메가-3 지방산과 오메가-6 지방산의 균형 잡힌 식사는 생장을 위한 두 대사 경로의 생성물을 만드는 데 필수적이다. 효소들이 양쪽 대사 경로의 생성물을 충분히 합성할 수 있게 하기 위해서 오메가-3 지방산과 오메가-6 지방산의 비율이 1 : 1로 균형이 잡힌 섭취 비율이 이상적이라고 여겨왔으나, 이것은 최근의 연구에서 논란이 되고 있다.
사람에서 α-리놀렌산을 에이코사펜타엔산으로, 그리고 더 나아가 도코사헥사엔산으로 전환하는 것은 제한적이지만, 개인에 따라 다르다고 보고되었다. 여성은 남성보다 α-리놀렌산을 도코사헥사엔산으로 전환하는 효율이 높으며, 이는 β 산화에 식사로 섭취한 α-리놀렌산의 사용률이 낮기 때문인 것으로 추정된다. 한 예비 연구는 리놀레산의 섭취를 줄이면 에이코사펜타엔산이 증가할 수 있고, α-리놀렌산의 섭취를 늘리면 도코사헥사엔산이 증가할 수 있다는 것을 보여주었다.

#### 오메가-3 지방산 대 오메가-6 지방산의 비율
사람의 식단은 최근 몇 세기 동안 급격히 변화하여 오메가-3 지방산에 비해 오메가-6 지방산의 섭취가 증가한 것으로 나타났다. 신석기 혁명과 같이, 오메가-3 지방산과 오메가-6 지방산의 섭취 비율이 1 : 1에서 벗어난 사람 식단의 급속한 진화는 아마도 사람이 오메가-3 지방산과 오메가-6 지방산의 1 : 1 섭취 비율의 균형을 맞추는 데 적합한 생물학적 측면에 적응하기에는 너무 빨랐을 것이다. 이것은 일반적으로 현대의 식습관이 많은 염증성 질환과 상관 관계가 있는 이유로 여겨진다. 오메가-3 다불포화 지방산은 사람의 심장병을 예방하는 데 도움이 될 수 있지만, 오메가-6 다불포화 지방산의 수준은 중요하지 않다.
오메가-3 지방산과 오메가-6 지방산은 필수 지방산이다. 사람은 음식물을 통해 필수 지방산을 섭취해야 한다. 오메가-3 지방산과 오메가-6 지방산들 중 18탄소 다불포화 지방산들은 동일한 대사 효소에 대해 경쟁하므로, 섭취된 지방산들 중 오메가-3 지방산과 오메가-6 지방산의 비율은 에이코사노이드의 생성 속도 및 비율에 상당한 영향을 미친다. 에이코사노이드에는 프로스타글란딘, 류코트라이엔, 트롬복산이 있으며, 신체의 염증, 항상성 조절 과정에 밀접하게 관여하는 호르몬 그룹이다. 이 비율을 변경하면 신체의 대사 및 염증 상태가 바뀔 수 있다. 일반적으로 풀을 먹는 동물은 곡식을 먹는 동물보다 오메가-3 지방산을 더 많이 축적하고, 곡식을 먹는 동물은 상대적으로 오메가-6 지방산을 더 많이 축적한다. 오메가-6 지방산의 대사산물은 오메가-3 지방산의 대사산물보다 더 염증성(특히, 아라키돈산)이다. 따라서 오메가-3 지방산과 오메가-6 지방산을 균형 잡힌 비율로 섭취해야 한다. 일부 저자에 따르면, 오메가-3 지방산과 오메가-6 지방산의 적정 비율은 1 : 1에서 4 : 1이다. 다른 저자들은 1 : 4의 비율(오메가-3 지방산보다 4배 더 많은 오메가-6 지방산)이 건강하다고 생각한다. 연구는 동물, 해산물 및 다른 오메가-3 지방산이 풍부한 진화적인 사람 식단이 그러한 비율을 제공했을 수도 있다는 것을 암시한다.
전형적인 서구식 식단은 오메가-3 지방산과 오메가-6 지방산의 비율이 1 : 10에서 1 : 30의 비율을 제공한다(즉, 오메가-3 지방산보다 훨씬 높은 비율의 오메가-6 지방산). 일부 일반적인 식물성 기름에서 오메가-3 지방산 대 오메가-6 지방산의 비율은 카놀라유 1 : 2, 삼씨기름 1 : 2~3, 콩기름 1 : 7, 올리브유 1 : 3~13, 해바라기씨유(오메가-3 지방산이 없음), 아마인유 3 : 1, 면실유(오메가-3 지방산이 거의 없음), 땅콩기름(오메가-3 지방산이 없음), 포도씨유(오메가-3 지방산이 거의 없음), 옥수수기름 1: 46이다.

## 역사
1930년대 이래로 오메가-3 지방산이 정상적인 성장과 건강에 필수적인 것으로 알려져 있지만, 1980년대 이래로 오메가-3 지방산의 건강상 이점에 대한 인식이 급격히 증가했다.
2004년 9월 8일에 미국 식품의약국은 에이코사펜타엔산(EPA)과 도코사헥사엔산(DHA)에 "식품 기능성 인증(qualified health claim)" 지위를 부여하고, "지원적이지만 결정적인 연구는 에이코사펜타엔산과 도코사헥사엔산의 섭취가 관상동맥 심장 질환의 위험을 줄일 수 있음을 보여준다"고 언급했다. 이로 인해 2001년에 건강 위험 조언 서한이 업데이트 및 수정되었다.
캐나다 식품검사청은 도코사헥사엔산의 중요성을 인식하고, 도코사헥사엔산에 대해 다음의 주장을 허용했다. "오메가-3 지방산인 도코사헥사엔산은 주로 2세 미만의 어린이의 뇌, 눈, 신경의 정상적인 신체 발달을 지원한다."
역사적으로 자연 식품으로 구성된 식단은 충분한 양의 오메가-3 지방산을 함유하고 있었지만, 오메가-3 지방산은 쉽게 산화되기 때문에, 상온에서 안정적이고, 가공 식품으로의 추세로 인해 제조된 식품에서 오메가-3 지방산이 부족하게 되었다.

## 식이 공급원
| 일반명         | 오메가-3 지방산 (단위: g) |
| -------------- | ------------------------- |
| 아마           | 11.4                      |
| 삼             | 11.0                      |
| 청어, 정어리   | 1.3–2                     |
| 고등어         | 1.1–1.7                   |
| 연어           | 1.1–1.9                   |
| 광어           | 0.60–1.12                 |
| 다랑어         | 0.21–1.1                  |
| 황새치         | 0.97                      |
| 초록입홍합     | 0.95                      |
| 옥돔과         | 0.9                       |
| 다랑어 (캔)    | 0.17–0.24                 |
| 북대서양대구속 | 0.45                      |
| 대구           | 0.15–0.24                 |
| 메기목         | 0.22–0.3                  |
| 가자미         | 0.48                      |
| 참바리아과     | 0.23                      |
| 만새기         | 0.13                      |
| 빨간퉁돔       | 0.29                      |
| 상어           | 0.83                      |
| 동갈삼치       | 0.36                      |
| 남방대구       | 0.41                      |
| 실버젬피시     | 0.40                      |
| 시드니바위굴   | 0.30                      |
| 퉁돔과         | 0.22                      |
| 알             | 0.109                     |
| 딸기, 키위     | 0.10–0.20                 |
| 브로콜리       | 0.10–0.20                 |
| 큰입선농어     | 0.100                     |
| 블랙타이거     | 0.100                     |
| 적색육         | 0.031                     |
| 칠면조속       | 0.030                     |
| 젖             | 0.00                      |

### 식이 권장사항
미국 국립 의학 아카데미는 개별 영양소에 대한 권장 식이 허용량(RDA) 및 지방과 같은 특정 영양소 그룹에 대한 혀용가능한 다량 영양소 분포 범위(AMDR)를 포함하는 영양섭취기준 시스템을 발표한다. RDA를 결정하기 위한 증거가 충분하지 않은 경우, 미국 국립 의학 아카데미는 대신 충분섭취량(AI)을 대신 발표할 수 있는데, 이는 비슷한 의미를 갖지만, 확실성은 낮다. α-리놀렌산의 충분섭취량은 남성의 경우 1.6 g/일, 여성의 경우 1.1g/일이며, AMDR은 전체 에너지의 0.6%~1.2%이다. 에이코사펜타엔산 및 도코사헥사엔산의 생리학적 효능이 α-리놀렌산의 생리학적 효능보다 훨씬 크기 때문에 모든 오메가-3 지방산에 대해 하나의 AMDR을 추정할 수는 없다. AMDR의 약 10%가 에이코사펜타엔산 및 도코사헥사엔산으로 소비될 수 있다. 미국 국립 의학 아카데미는 에이코사펜타엔산 및 도코사헥사엔산 또는 이들의 조합에 대한 RDA나 AI를 확립하지 않았기 때문에 일일 섭취량(DV) (DV는 RDA로부터 유도됨)이 없으며, 1인분당 이러한 지방산의 DV %를 제공하는 식품 또는 보충제의 라벨이 없으며, 식품 또는 보충제에 이들 지방산의 공급원에 대한 라벨이 없다. 미국 식품의약국은 성인들이 식이 보충제로부터는 2 g 이하로 하루에 총 3 g의 도코사헥사엔산과 에이코사펜타엔산을 안전하게 섭취할 수 있다고 권고했지만, 안전성에 관해서는 2005년 기준으로 오메가-3 지방산에 대한 허용가능한 상한선을 정할 증거가 불충분했다.
미국 심장협회는 심혈관계에 대해 도움이 되기 때문에 에이코사펜타엔산 및 도코사헥사엔산에 대한 권장사항을 제시했다. 관상동맥 심장 질환이나 심근 경색의 병력이 없는 사람은 일주일에 두 번 기름진 생선을 섭취해야 하며, 관상동맥 심장 질환으로 진단된 사람에게는 치료가 합리적이다. 관상동맥 심장 질환자의 경우 대부분의 시험이 1,000 mg/일에 가까웠다는 점에 주목하지만, 미국 심장협회는 특정 양의 에이코사펜타엔산 및 도코사헥사엔산을 권장하지 않는다. 이점은 상대적인 위험이 9% 감소한 것에 따른 것으로 보인다. 유럽 식품안전청(EFSA)은 최소 250 mg의 에이코사펜타엔산 및 도코사헥사엔산을 함유한 제품에 대해 "에이코사펜타엔산 및 도코사헥사엔산이 심장의 정상적인 기능에 기여한다"는 주장을 승인했다. 이 보고서는 기존에 심장병을 앓고 있는 환자들의 문제는 다루지 않았다. 세계보건기구는 관상동맥 심장 질환 및 허혈성 뇌졸중으로부터 보호하기 위해 어류 섭취(주당 1~2회 EPA + DHA 200~500 mg/일에 해당)를 권장한다.

### 오염
인체에 중금속 축적, 특히 수은, 납, 니켈, 비소, 카드뮴에 의한 중금속 중독은 생선기름 보충제를 섭취할 때 발생할 수 있는 위험이다.
또한 다른 오염 물질(폴리염화 바이페닐(PCB), 퓨란, 폴리염화 다이벤조다이옥신, 폴리브로민화 다이페닐 에터)이 특히 정제가 덜 된 생선기름 보충제에서 발견될 수 있다. 그러나 중금속은 기름에 축적되기 보다는 생선고기의 단백질과 선택적으로 결합하기 때문에 생선기름 보충제를 섭취함으로써 발생하는 중금속 중독 가능성은 매우 낮다. 2005년 미국 시장에서 44종류의 생선기름에 대한 독립적인 검사를 한 결과, 모든 제품이 잠재적 오염 물질에 대한 안전 기준을 통과한 것으로 나타났다.
책임있는 영양협의회와 세계보건기구는 생선기름의 오염물질에 관한 허용 기준을 발표했다. 현재 가장 엄격한 기준은 국제 생선 기름 기준이다. 진공 상태에서 분자적으로 증류되는 생선기름은 일반적으로 최고 등급으로 만든다. 오염 물질의 수준은 1조 분의 1로 표시된다.

### 생선
에이코사펜타엔산(EPA)과 도코사헥사엔산(DHA)의 가장 널리 알려진 식이 공급원은 연어, 청어, 고등어, 멸치, 정어리와 같은 등푸른생선이다. 이들 생선의 기름은 오메가-6 지방산 보다 약 7배가 많은 오메가-3 지방산을 가지고 있다. 참치와 같은 다른 기름진 생선들 또한 다소 적은 양으로 오메가-3 지방산을 함유하고 있다. 기름진 생선을 섭취하는 사람들은 먹이 사슬에 축적되는 것으로 알려진 폴리염화 바이페닐(PCB) 및 다이옥신과 같은 지용성 오염물질 및 중금속이 잠재적으로 존재할 수 있다는 것을 알고 있어야 한다. 미국 의사 협회 저널(2006)의 하버드 T.H. 챈 보건대학원의 연구자들은 포괄적인 검토 결과 일반적으로 생선 섭취의 이점이 잠재적인 위험보다 훨씬 크다고 보고했다. 어류는 오메가-3 지방산의 식이 공급원이지만 오메가-3 지방산을 합성하지 않는다. 어류는 그들의 먹이인 조류(특히 미세조류) 또는 플랑크톤에서 오메가-3 지방산을 얻는다. 양식 어류의 경우, 오메가-3 지방산은 어유에서 생산된다. 2009년에 전세계 어유 생산량의 81%가 양식업에서 생산되었다.

#### 생선기름

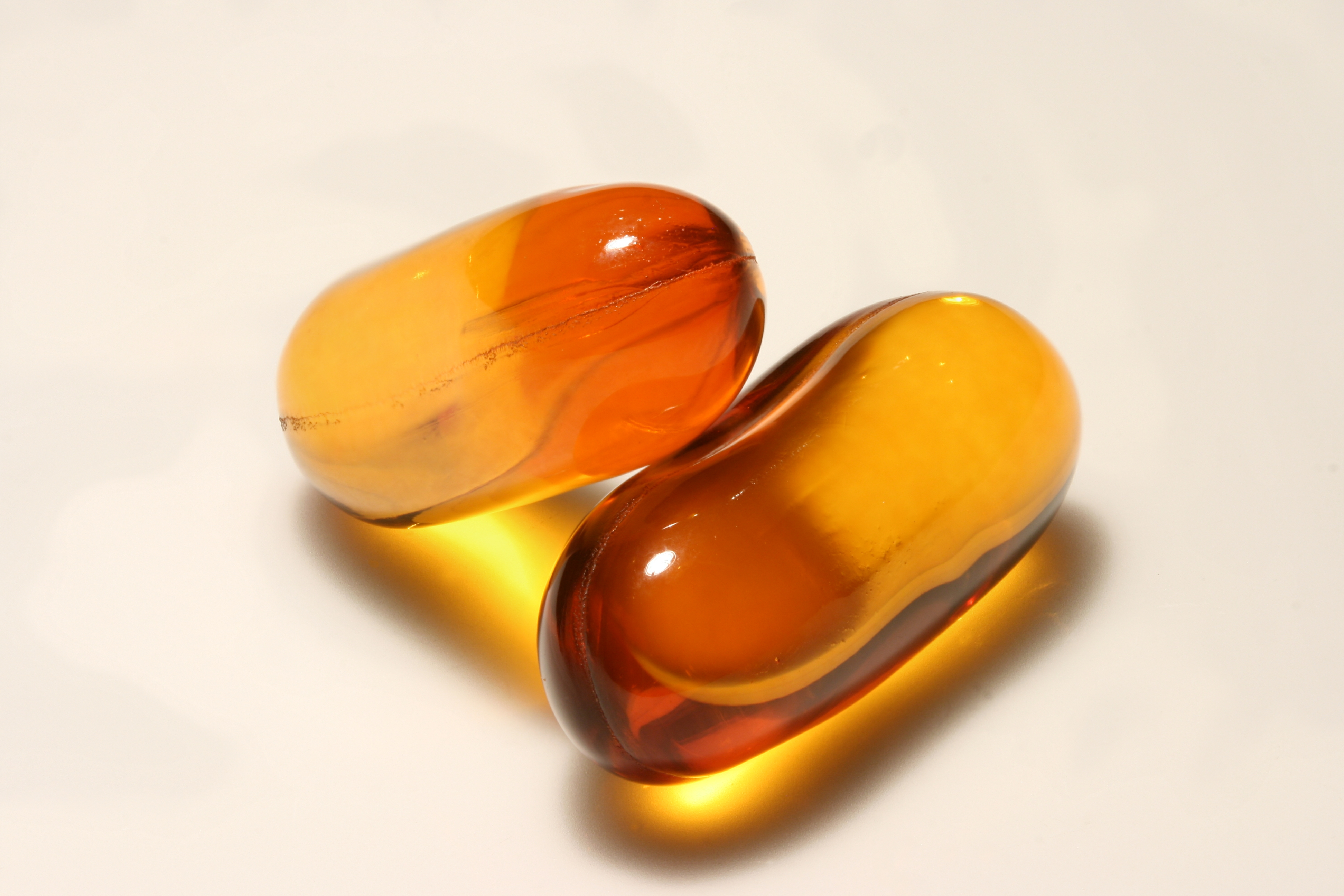
생선기름 캡슐

바다 및 담수 생선기름(어유)는 아라키돈산, 에이코사펜타엔산(EPA) 및 도코사헥사엔산(DHA)의 함량이 다양하다. 이들은 또한 기관의 지질에 미치는 영향도 다르다.
모든 형태의 생선 기름이 똑같이 소화될 수 있는 것은 아니다. 생선기름의 글리세릴 에스터 형태와 에틸 에스터 형태의 생체이용률을 비교하는 4가지 연구들 중 2가지 연구는 천연 글리세릴 에스터 형태가 더 좋다고 결론을 내렸고, 나머지 2가지 연구는 큰 차이를 발견하지 못했다. 에틸 에스터 형태가 제조 비용이 저렴하지만, 더 우수한 것으로 밝혀진 연구는 없다.

### 크릴
크릴 기름은 오메가-3 지방산의 공급원이다. 저용량의 에이코사펜타엔산(EPA) + 도코사헥사엔산(DHA) (62.8%)에서 크릴 기름의 효과는 건강한 사람의 혈액 지질 수준 및 염증의 지표에 대한 생선 기름의 효과와 비슷한 것으로 나타났다. 멸종 위기에 처한 종은 아니지만, 크릴은 고래를 포함한 많은 해양 생물의 먹이이며, 지속가능성에 대한 환경적, 과학적 우려를 낳고 있다.

### 식물 공급원

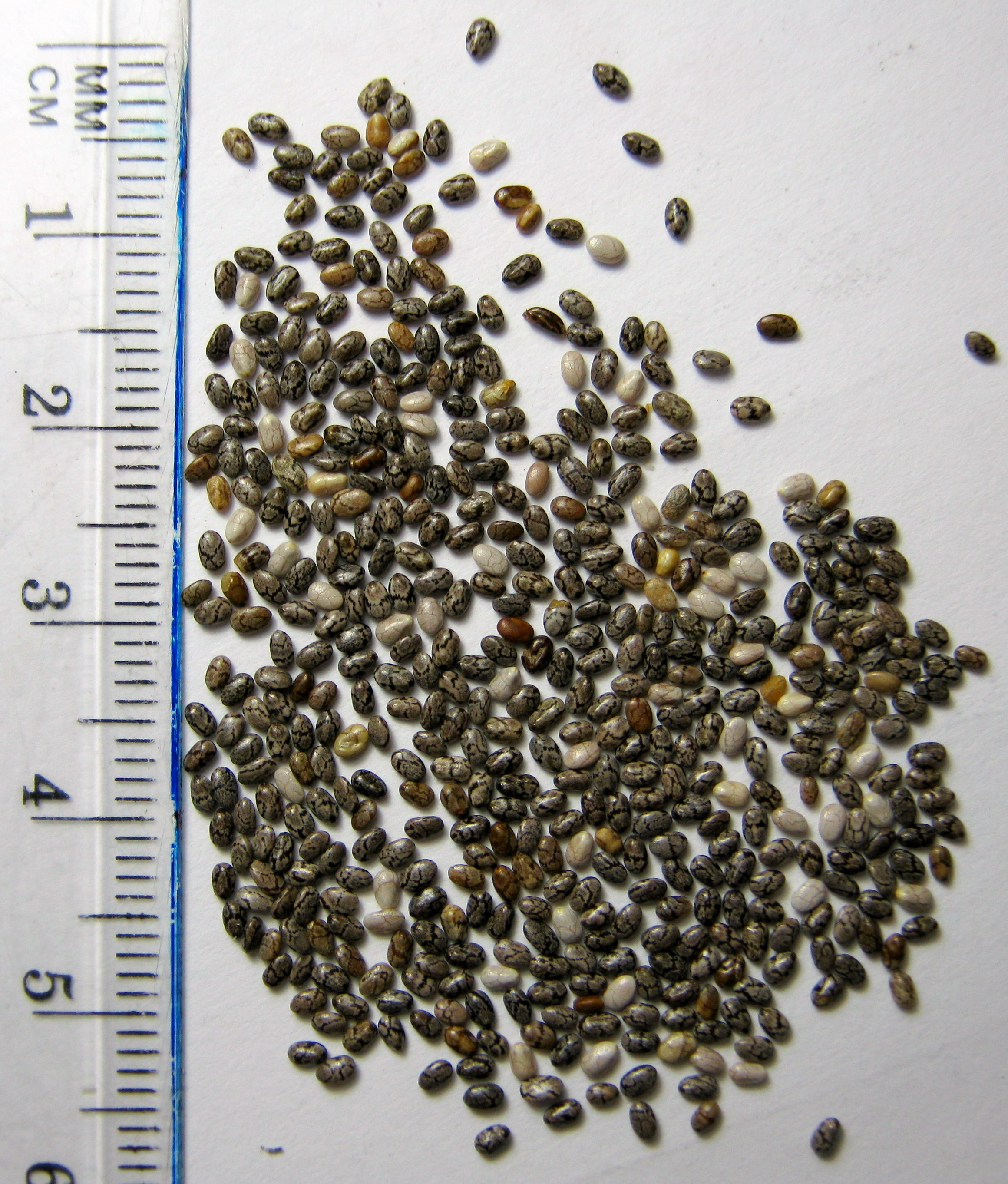
치아는 씨앗이 α-리놀렌산을 풍부하게 함유하고 있어서 상업적으로 재배된다.

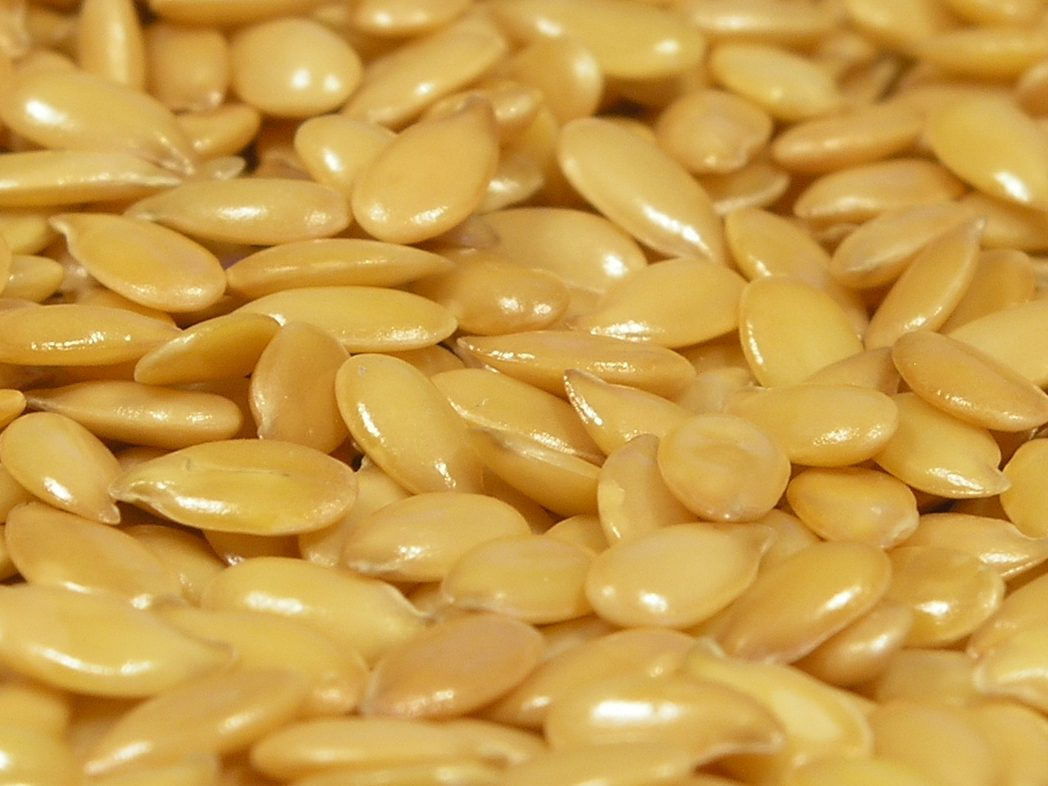
아마씨는 α-리놀렌산의 함량이 높다.

표 1. 종자유의 α-리놀렌산 함량의 백분율
| 일반명        | 대체명                     | 학명                                       | α-리놀렌산의 % |
| ------------- | -------------------------- | ------------------------------------------ | -------------- |
| 키위          | 참다래(Chinese gooseberry) | 악티니디아 델리치오사(Actinidia deliciosa) | 63             |
| 들깨속        | shiso                      | 들깨(Perilla frutescens)                   | 61             |
| 치아시드      | chia sage                  | 살비아 히스파니카(Salvia hispanica)        | 58             |
| 아마          | linseed                    | 아마(Linum usitatissimum)                  | 53 – 59        |
| 월귤          | cowberry                   | 월귤(Vaccinium vitis-idaea)                | 49             |
| 무화과나무    | common Fig                 | 무화과나무(Ficus carica)                   | 47.7           |
| 카멜리나      | Gold-of-pleasure           | 카멜리나 사티바(Camelina sativa)           | 36             |
| 쇠비름        | 쇠비름속(Portulaca)        | 쇠비름(Portulaca oleracea)                 | 35             |
| 블랙 라즈베리 |                            | 루부스 옥시덴탈리스(Rubus occidentalis)    | 33             |
| 삼            |                            | 삼(Cannabis sativa)                        | 19             |
| 카놀라유      | 유채씨유                   | 주로 유채(Brassica napus)                  | 9 – 11         |

표 2. 전체 식품의 α-리놀렌산 함량의 백분율
| 일반명   | 학명                               | α-리놀렌산의 % |
| -------- | ---------------------------------- | -------------- |
| 아마씨   | 아마(Linum usitatissimum)          | 18.1           |
| 대마씨   | 삼(Cannabis sativa)                | 8.7            |
| 버터넛   | 주글란스 시네레아(Juglans cinerea) | 8.7            |
| 호두나무 | 호두나무(Juglans regia)            | 6.3            |
| 피칸     | 피칸(Carya illinoinensis)          | 0.6            |
| 개암     | 유럽개암나무(Corylus avellana)     | 0.1            |

아마씨와 그 오일은 아마도 오메가-3 지방산인 α-리놀렌산의 가장 널리 이용가능한 식물성 공급원이다. 아마인유는 약 55%의 α-리놀렌산으로 구성되어 있어서 오메가-3 지방산을 함유한 대부분의 생선기름보다 6배 더 풍부하다. α-리놀렌산의 일부는 신체에서 에이코사펜타엔산(EPA)과 도코사헥사엔산(DHA)으로 전환되지만, 실제 전환율은 남성과 여성 간에 다를 수 있다.
2013년에 영국의 로담스테드 연구소는 에이코사펜타엔산과 도코사헥사엔산을 생성하는 유전자 변형 카멜리나 식물을 개발했다고 보고했다. 이 식물의 씨앗에서 나온 기름은 평균 11%의 에이코사펜타엔산과 8%의 도코사헥사엔산을 함유하고 있었고, 다른 개체에서는 24%의 에이코사펜타엔산을 함유하고 있었다.

### 계란
채소와 곤충을 먹은 암탉이 생산한 계란은 옥수수나 콩을 먹은 암탉이 생산한 계란보다 오메가-3 지방산을 더 많이 함유하고 있다. 닭에게 채소와 곤충을 먹이는 것 외에도 생선기름을 먹임으로써 계란의 오메가-3 지방산의 함량을 높일 수 있다.
계란은 α-리놀렌산의 좋은 공급원인데, 닭의 먹이에 아마씨와 카놀라씨를 첨가하면 계란의 오메가-3 지방산, 주로 도코사헥사엔산(DHA)의 함량이 증가한다.
닭의 먹이에 녹조류나 해조류를 첨가하면 계란의 에이코사펜타엔산과 도코사헥사엔산의 함량이 높아지며, 에이코사펜타엔산과 도코사헥사엔산은 미국 식품의약국이 의학적 주장을 위해 승인한 오메가-3 지방산의 형태이다. 일반적인 소비자들의 불만사항은 암탉에게 생선 기름을 먹이면 계란에서 때때로 비린 생선 맛이 날 수도 있다는 것이다.

### 육류
오메가-3 지방산은 녹색 잎과 조류의 엽록체에서 형성된다. 해초와 해조류는 어류에 존재하는 오메가-3 지방산의 원천이지만, 풀은 풀을 먹는 동물에 존재하는 오메가-3 지방산의 원천이다. 가축이 오메가-3 지방산이 풍부한 풀 대신에 오메가-3 지방산이 부족한 곡물을 섭취하면 더 이상 체내에 오메가-3 지방산을 축적하지 못한다. 가축이 곡물 위주의 사료를 매일 섭취할수록 가축에서 얻은 고기의 오메가-3 지방산의 양은 줄어든다.
풀을 먹인 쇠고기의 오메가-3 지방산 대 오메가-6 지방산의 비율은 약 1 : 2이므로, 보통 1 : 4의 비율을 가지고 있는 곡물을 먹인 쇠고기보다 풀을 먹인 쇠고기가 오메가-3 지방산의 유용한 공급원이 된다.
미국 농무부와 사우스캐롤라이나의 클렘스대학교의 연구자들이 2009년 공동 연구에서 풀을 먹인 쇠고기와 곡물을 먹인 쇠고기를 비교했다. 연구자들은 풀을 먹인 쇠고기가 수분 함량이 높고, 총 지질 함량이 42.5% 더 낮으며, 총 지방산 함량이 54% 낮고, β-카로틴 함량이 54% 더 높고, 비타민 E(α-토코페롤) 함량이 288% 더 높고, 비타민 B군인 티아민과 리보플라빈의 함량이 더 높고, 무기 염류인 칼슘, 마그네슘, 칼륨의 함량이 더 높고, 총 오메가-3 지방산 함량이 193% 더 높고, 공액리놀레산(잠재적인 암과 싸우는 공액리놀레산인 시스-9, 트랜스-11 옥타데센산)의 함량이 117% 더 높고, 박센산(박센산은 공액리놀레산으로 전환될 수 있음)의 함량이 90% 더 높고, 포화 지방의 함량이 더 낮고, 오메가-3 지방산 대 오메가-6 지방산의 비율이 보다 건강한 비율(4.84 : 1.65)을 가지고 있음을 발견했다. 단백질과 콜레스테롤의 함량은 동일했다.
닭고기, 육류의 오메가-3 지방산의 함량은 아마, 치아, 카놀라와 같은 오메가-3 지방산의 함량이 높은 곡물을 이들 가축에게 섭취시킴으로써 향상시킬 수 있다.
캥거루고기는 또한 오메가-3 지방산의 공급원이며, 생고기 100 g 당 74 mg의 오메가-3 지방산을 함유한 살코기와 스테이크가 있다.

### 바다표범 기름
바다표범 기름은 에이코사펜타엔산(EPA), 도코사펜타엔산(DPA), 도코사헥사엔산(DHA)의 공급원이다. 캐나다 보건부에 따르면 바다표범 기름은 12세 이하 어린이들의 뇌, 눈 및 신경 발달에 도움이 된다고 한다. 모든 바다표범 제품들과 사실상 마찬가지로, 유럽 연합(EU)은 바다표범 기름을 수입하지 않는다.

### 기타 공급원
21세기 초의 경향은 오메가-3 지방산으로 음식을 강화시키는 것이었다. 미세조류인 크립테코디니움 코니(Crypthecodinium cohnii) 및 스키조키트리움속(Schizochytrium)은 도코사헥사엔산(DHA)의 풍부한 공급원이지만, 에이코사펜타엔산(EPA)에 대해서는 아니며, 식품 첨가물로 사용하기 위해 생물반응기에서 상업적으로 생산될 수 있다. 갈조류(켈프)의 기름은 에이코사펜타엔산의 공급원이다. 조류인 난노클로롭시스속(Nannochloropsis)도 또한 높은 수준의 에이코사펜타엔산을 가지고 있다.

## 같이 보기
- 오메가-6 지방산
- 오메가-7 지방산
- 오메가-9 지방산

## 더 읽을거리
- Allport S (September 2006). 《The Queen of Fats: Why Omega−3s Were Removed from the Western Diet and What We Can Do to Replace Them》. University of California Press. ISBN 978-0-520-24282-1. OCLC 801139991.
- Chow CK (2001). 《Fatty Acids in Foods and Their Health Implications》. New York: Routledge Publishing. OCLC 25508943.
- Clover C (2004). 《The End of the Line: How overfishing is changing the world and what we eat》. London 2004: Ebury Press. ISBN 0-09-189780-7. OCLC 67383509.
- Greenberg P (2018). 《The Omega Principle: Seafood and the Quest for a Long Life and a Healthier Planet》. New York: Penguin Press. ISBN 9781594206344. OCLC 1007552654.
- Stoll, Andrew L. (2001). 《The Omega−3 Connection: how you can restore your body's natural balance and treat depression》. Simon & Schuster. ISBN 0-684-87138-6. OCLC 670441405.